# بوتيا مودستا

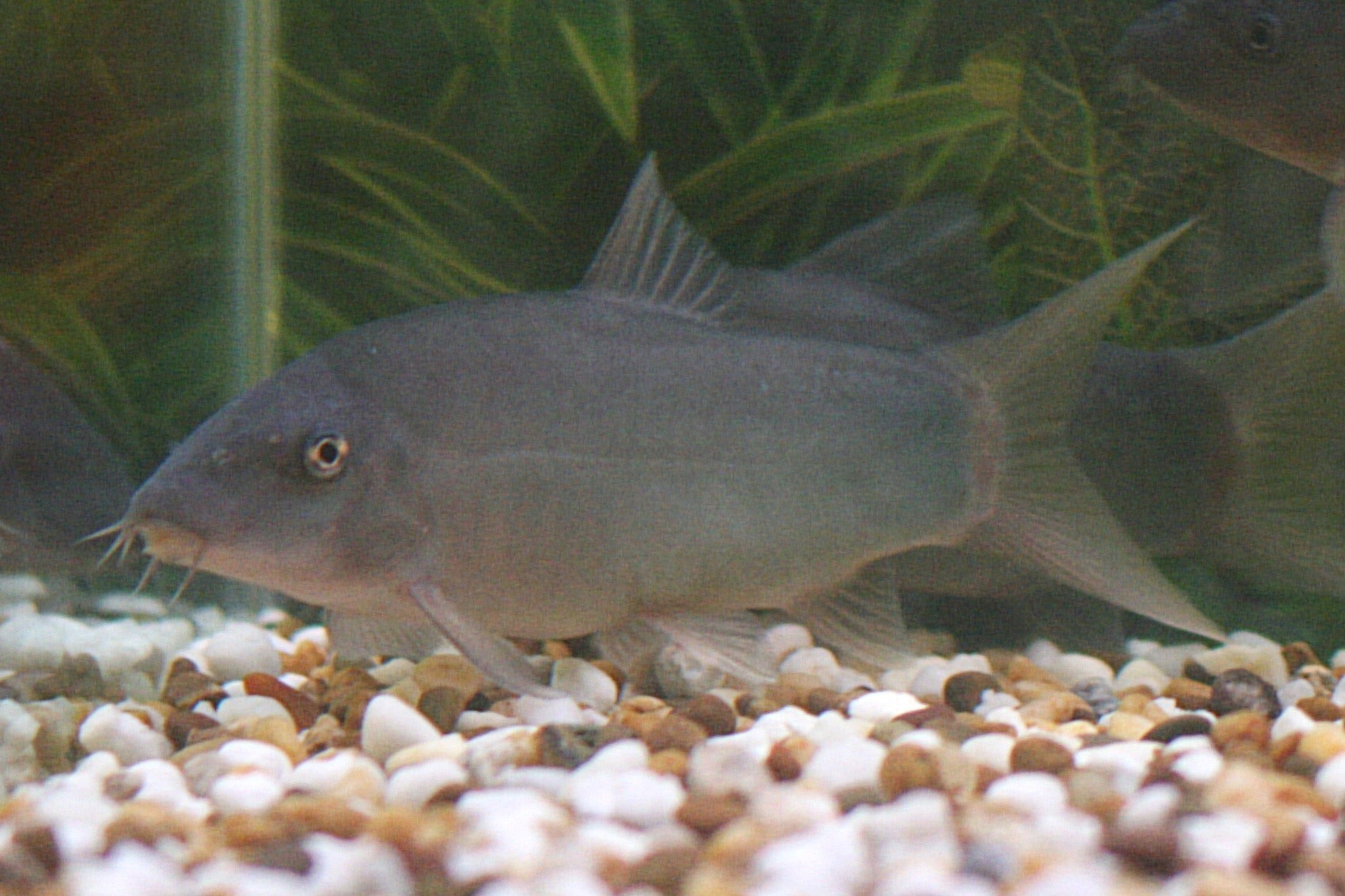

بوتيا مودستا (باللاتينية: Botia modesta) كما تسمى أيضا (باللاتينية: Yasuhikotakia modesta) تنتمي لعائلة كوبيتيدي .